# The Smiths (album)
Cet article concerne l'album du groupe The Smiths. Pour ledit groupe de musique, voir The Smiths.
Pour les articles homonymes, voir Smiths.
Albums de The Smiths
Hatful of Hollow
(1984)
The Smiths est le premier album de The Smiths, sorti en février 1984.
En février 1984, leur base de fans était suffisamment importante pour hisser ce premier album tant attendu en 2e place des Charts. Malgré sa bonne performance dans les charts, il manque à l'album The Smiths l'énergie pop des premiers singles. L'album sonne un peu monocorde. Il est également d'ambiance très morne comme dans les chansons Still Ill et Suffer Little Children (cette dernière chanson fait référence aux meurtres de la lande des assassinats d'enfants perpétrés dans les années 60 par un couple diabolique dans la région de Manchester).

## Source d'inspiration
On reconnaît aussi dans l'album des références évidentes de Morrissey à la littérature et aux icônes de la culture populaire. Ses fréquents remerciements à ses nombreuses idoles (James Dean et Oscar Wilde en particulier) dans les interviews ont amené beaucoup de fans à s'intéresser à la littérature. (Le titre de la chanson Pretty Girls Make Graves est emprunté à Jack Kerouac).

## La controverse
Les chansons Reel Around the Fountain et The Hand That Rocks the Cradle ont prêté à controverse car suspectées de parler de pédophilie. De plus, Suffer Little Children causa un tumulte quand le grand-père d'un des enfants assassinés entendit la chanson dans un pub. Malgré la controverse, la chanson est en fait pleine de compassion pour les jeunes victimes et Morrissey s'est même lié d'amitié avec Ann West, la mère d'une des petites filles victimes Lesley Ann West qui est citée dans la chanson.

## Divers
Peu après la réalisation de l'album, Sandie Shaw, idole de Morrissey, a enregistré Hand in Glove et deux autres chansons signées Morrissey/Marr.
1984 vit aussi la réalisation de deux singles non tirés de l'album : Heaven Knows I'm Miserable Now et William, It Was Really Nothing (qui comporte en face B une des chansons les plus connues du groupe : How Soon Is Now ?).

L'année finit avec la sortie de l'album compilation Hatful of Hollow.

## Liste des titres
Face A
1. Reel Around the Fountain
2. You've Got Everything Now
3. Miserable Lie
4. Pretty Girls Make Graves
5. The Hand That Rocks the Cradle

Face B
1. This Charming Man (certaines editions seulement)
2. Still Ill
3. Hand in Glove
4. What Difference Does It Make?
5. I Don't Owe You Anything
6. Suffer Little Children